# Lijst van burgemeesters van Ossendrecht
Dit is een lijst van burgemeesters van de voormalige Nederlandse gemeente Ossendrecht tot die gemeente op 1 januari 1997 opging in de gemeente Woensdrecht.
| Ambtsperiode | Naam burgemeester            | Partij of stroming | Bijzonderheden                            |
| ------------ | ---------------------------- | ------------------ | ----------------------------------------- |
| ??           | ??                           |                    |                                           |
| 1841         | Adrianus van Halteren        |                    |                                           |
| 18?? - 18??  | Adrianus van Halteren        |                    |                                           |
| 1846 - 1873  | Martinus Melsen              |                    |                                           |
| 1873 - 1892  | Petrus Johannes van Mechelen |                    | tevens burgemeester van Putte (1886-1889) |
| 1893 - 1914  | Johannes Franciscus Theuns   |                    |                                           |
| 1914 - 1936  | F.J. van de Ven              |                    |                                           |
| 1936 - 1940  | A.A.E.Ch. Voeten             |                    |                                           |
| 1940 - 1964  | F.J.A.T.M. Vos de Wael       |                    |                                           |
| 1964 - 1990  | André (A.E.A.) van Gils      | KVP / CDA          |                                           |
| 1991 - 1995  | Guus (G.K.) Swillens         | PvdA               |                                           |
| 1995 - 1997  | Piet (P.P.T.C.J.) Rossou     | CDA                | waarnemend                                |